# Hei, Afro!
Hei, Afro! é o nono álbum de estúdio da banda brasileira Cidade Negra, lançado em 2012. O álbum marcou o retorno do vocalista Toni Garrido, quando havia deixado a banda Cidade Negra em 2008 para seguir carreira solo.

## Faixas
1. "Eu Fui, Voltei"
2. "Ninguém Pode Duvidar De Jah (When Love Comes Knockin’ (At Your Door)"
3. "Diamantes"
4. "Don’t Wait"
5. "Só Pra Detonar"
6. "Paiol De Pólvora"
7. "Hei, Afro!"
8. "Contato"
9. "Menino Rei"
10. "Ignorius Man"
11. "Naturaleza"
12. "Somewhere Over The Rainbow"
13. "Mole De Amor"